# Фронтовые подруги
«Фронтовые подруги» — советский художественный фильм режиссёра Виктора Эйсымонта, дебют Сергея Михалкова как киносценариста.
Картина, рассказывающая о работе прифронтового госпиталя во время советско-финской войны, вышла на экраны в мае 1941 года и не успела обрести массового зрителя, тем не менее получила ряд отзывов в прессе; участники съёмочной группы были удостоены Сталинской премии II степени (1942).
С началом войны был снят агитационный короткометражный спин-офф фильма — «Подруги, на фронт!», с теми же актрисами.
В 1943 году в США был снят ремейк фильма — «Три русские девушки».

## Сюжет

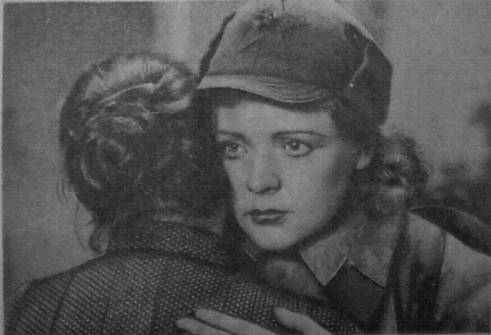
Кадр из фильма «Фронтовые подруги». Справа — Зоя Фёдорова

В здании городского комитета Красного Креста шумно и многолюдно: идёт запись добровольцев в отряд медсестёр, которым предстоит работать в прифронтовом госпитале. Кто-то из девушек-дружинниц признаётся, что боится стрельбы и крови; кто-то, получив отказ из-за слишком юного возраста, ругается с регистратором и грозится написать Ворошилову.
Командир отряда Наташа Матвеева (Зоя Фёдорова) чувствует себя уверенно. Она идёт в добровольцы осознанно, чтобы быть поближе к жениху — лейтенанту Сергею Коровину (Андрей Абрикосов). Встреча с ним происходит следующим утром на вокзале; прощаясь, молодые люди обещают писать друг другу при первой возможности.
Когда медсёстры — сначала поездом, потом на грузовике — добираются до нужного места, выясняется, что госпиталя как такового пока нет. Встречающий дружинниц военврач даёт задание: необходимо привести в порядок заброшенное здание, принести воды, приготовить место для ночлега. Вскоре начинают поступать раненые.
Через несколько дней доктор сообщает Наташе, что в палате для тяжёлых больных находится разведчик Андрей Морозов (Борис Блинов), нуждающийся в особом уходе с постоянными дежурствами. Наташа берёт героя, о котором даже в газетах писали, под особую опеку. Она подолгу разговаривает с ним, читает вслух отрывки из «Войны и мира», поёт задушевные песни под гитару. Хмурый, малоразговорчивый Морозов постепенно начинает оттаивать; становится понятно, что Наташа для него — не только медсестра.
Сама же героиня наотрез отказывается признавать, что испытывает по отношению к раненому разведчику что-то иное, кроме сестринского милосердия: и себе, и подругам она повторяет, что у неё есть жених, который служит где-то неподалёку. Девушка ещё не знает, что скоро сама окажется в госпитальной палате и будет ждать от Морозова точно такой же поддержки.

## Отзывы и воспоминания
В середине июня 1941 года на фильм откликнулся журнал «Работница», корреспондент которого отметила, что создателям «Фронтовых подруг» хватило художественного вкуса, чтобы «избежать как грубого натурализма, так и слащавой сентиментальности». Отдельно была выделена работа Зои Фёдоровой; актриса сумела выстроить рисунок роли «мягко, без нажима», продемонстрировав убедительную игру и в лирических сценах, и в боевых эпизодах.
В майском номере (1941) журнала «Санитарная оборона» были опубликованы не только фотографии с кадрами из фильма, но и тексты прозвучавших в нём песен с нотами (слова Сергея Михалкова и Натальи Кончаловской, музыка Виссариона Шебалина).
В рецензии, вышедшей через тридцать лет после выпуска «Фронтовых подруг», обращалось внимание на несовершенство сценария, авторы которого были далеки от реальных военных событий, а потому конструировали фабулу «по ремесленным правилам сюжетосложения». Режиссёр, лишённый возможности полноценно решить постановочную задачу, сосредоточился на работе с актёрами:
По чуткому ощущению предгрозовой атмосферы и по своим явным актёрским достоинствам картина могла бы рассчитывать на самый широкий успех. Но она появилась на экранах за месяц до начала Великой Отечественной войны, и, разумеется, это обстоятельство значительно приглушило зрительский резонанс.
При анализе фильмов, рассказывающих о советско-финской войне, автор публикации в газете «Красная звезда» упоминает, что тематически «Фронтовые подруги» близки к лентам «В тылу врага» (режиссёр Евгений Шнейдер) и «Машенька» (режиссёр Юлий Райзман). Их объединяет общая пропагандистская направленность; при этом в двух картинах («Машенька» и «Фронтовые подруги») образ неприятеля не раскрывается — враг представлен как некий абстрактный персонаж, «силуэт в чужой форме».
Кроме того, рецензенты увидели некоторое сюжетное сходство «Фронтовых подруг» с фильмом «А зори здесь тихие» и отметили отсутствие «досадного шапкозакидательства», которое обнаруживается в довоенных картинах «Истребители» и «Если завтра война».
Сергей Михалков, рассказывая о полученной за «Фронтовых подруг» Сталинской премии, вспоминал о своих ощущениях после её вручения: они сводились к мысли, что выдана «охранная грамота» — «теперь уже не посадят».

## Роли исполняли
| Актёр                 | Роль                            |
| --------------------- | ------------------------------- |
| Зоя Фёдорова          | Наташа Матвеева командир отряда |
| Андрей Абрикосов      | Сергей Коровин лейтенант        |
| Борис Блинов          | Андрей Морозов разведчик        |
| Юрий Толубеев         | Брагинский                      |
| Константин Адашевский | военврач                        |
| Владимир Абрамов      | Тришин водитель                 |
| Тамара Алёшина        | Зина Маслова                    |
| Манефа Соболевская    | Тамара Козлова                  |
| Ольга Федорина        | Чижик                           |
| Екатерина Мелентьева  | Шура                            |

## Съёмочная группа
- Виктор Эйсымонт — режиссёр
- Сергей Михалков, Михаил Розенберг — авторы сценария
- Владимир Рапопорт — оператор
- Виссарион Шебалин — композитор
- Фёдор Бернштам — художник
- Александр Островский — звукооператор
- Иосиф Поляков — директор картины

## Награды
- Сталинская премия II степени (1942)[8]:

Виктор Эйсымонт — режиссёр
Сергей Михалков — автор сценария
Михаил Розенберг — автор сценария (посмертно)
Владимир Рапопорт — оператор
Зоя Фёдорова — исполнительница роли Наташи Матвеевой
- Благодарность Виктору Эйсымонту за работу в военных условиях (Приказ Комитета по делам кинематографии при СНК СССР № 407 «О работе киностудии „Ленфильм“ в июле 1941 года»)[9]